# Viooltjesroest
Viooltjesroest (Puccinia violae) is een autoecische schimmel behorend tot de familie Pucciniaceae. De schimmel is een endoparasiet van het viooltje (Viola). In Nederland is de schimmel vrij zeldzaam.
De gehele levenscyclus vind op dezelfde waardplant plaats.

## Morfologie
De honingkleurige, 100 tot 120 µm grote spermogonia zitten in dichte groepen zowel aan de bovenkant als aan de onderkant van het blad. Aan de onderkant van de bladeren, op de bladstelen en stengels van viooltjes, verschijnen in de zomer losse of compacte, oranje kleurige aecia, die soms het grootste deel van het bladoppervlak innemen. Het aecium is komvormig, heeft een diameter van 0,3 mm en een witachtige, ruwe rand. De buitenwand is 5-8 μm dik en bevat talloze kleine wratjes. De binnenwand is 4-5 μm dik en is bedekt met grote papillen. De 16–21 μm grote aeciosporen zijn onregelmatig bolvormig of licht ovaal en enigszins hoekig. Ze hebben dunne en kleurloze wanden die dicht bezet zijn met kleine wratten..
Ronde uredinia komen voor op het oppervlak van de bladeren. Ze hebben een diameter van maximaal 0,5 mm en zijn omgeven door restanten van de gele epidermis van de plant. De urediniosporen zijn 20–28 × 17–21 μm groot, bolvormig tot ellipsoïd en vaak onregelmatig hoekig. Ze hebben een bruingele wand van 2,5 μm dik, die bedekt is met kleine stekels die 2-3 μm uit elkaar staan.
De teliospores zijn ellipsoïde of omgekeerd eirond, aan beide uiteinden afgerond en soms iets puntig. Ze zijn tweecellig, enigszins versmald bij het septum. Ze zijn 23–33 × 16–21 μm groot, met een geelbruine wand van 2,5 tot 4 μm dik, die bedekt is met kleine, moeilijk te zien zijnde wratten .

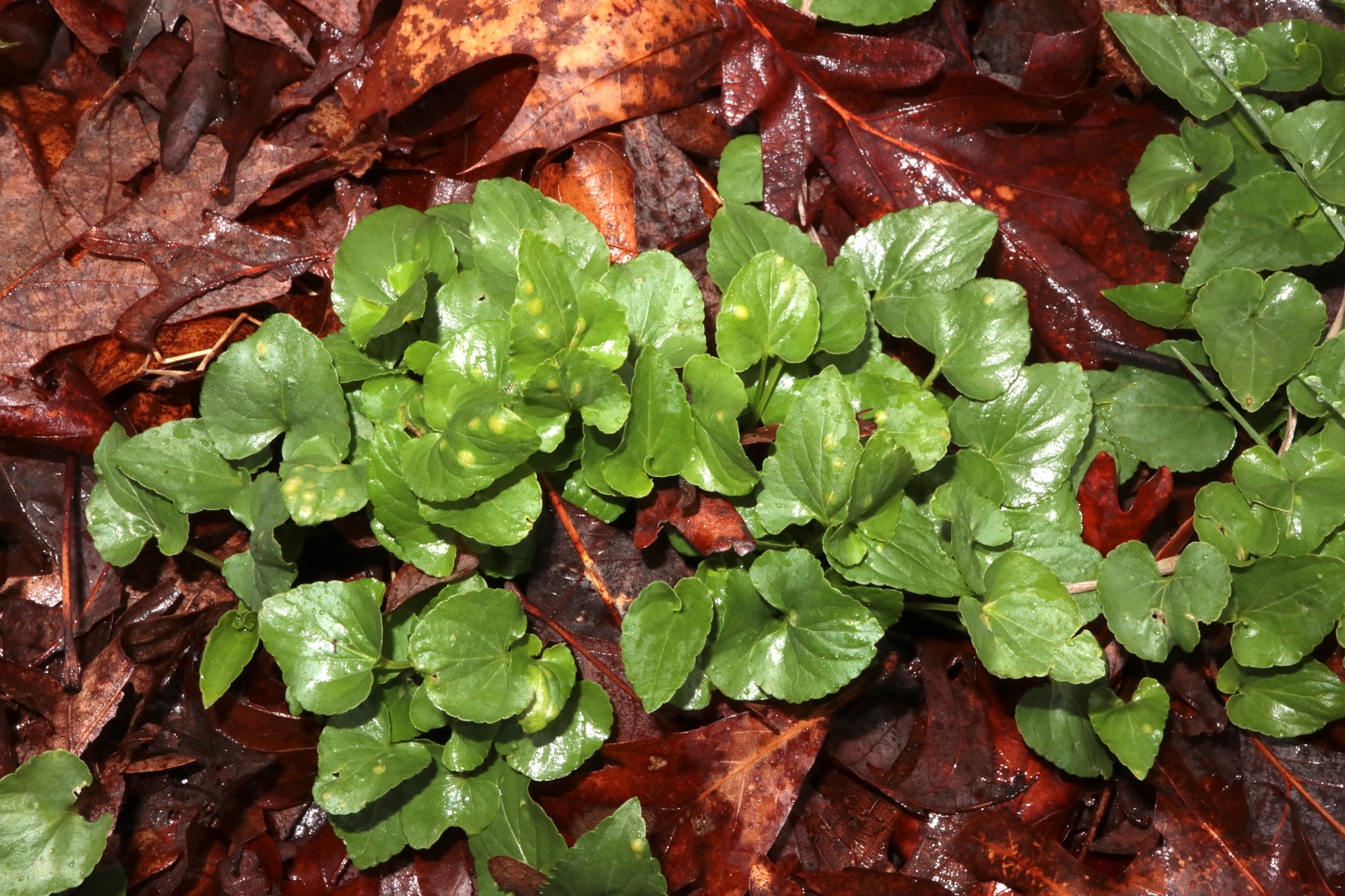
Op Viola sororia
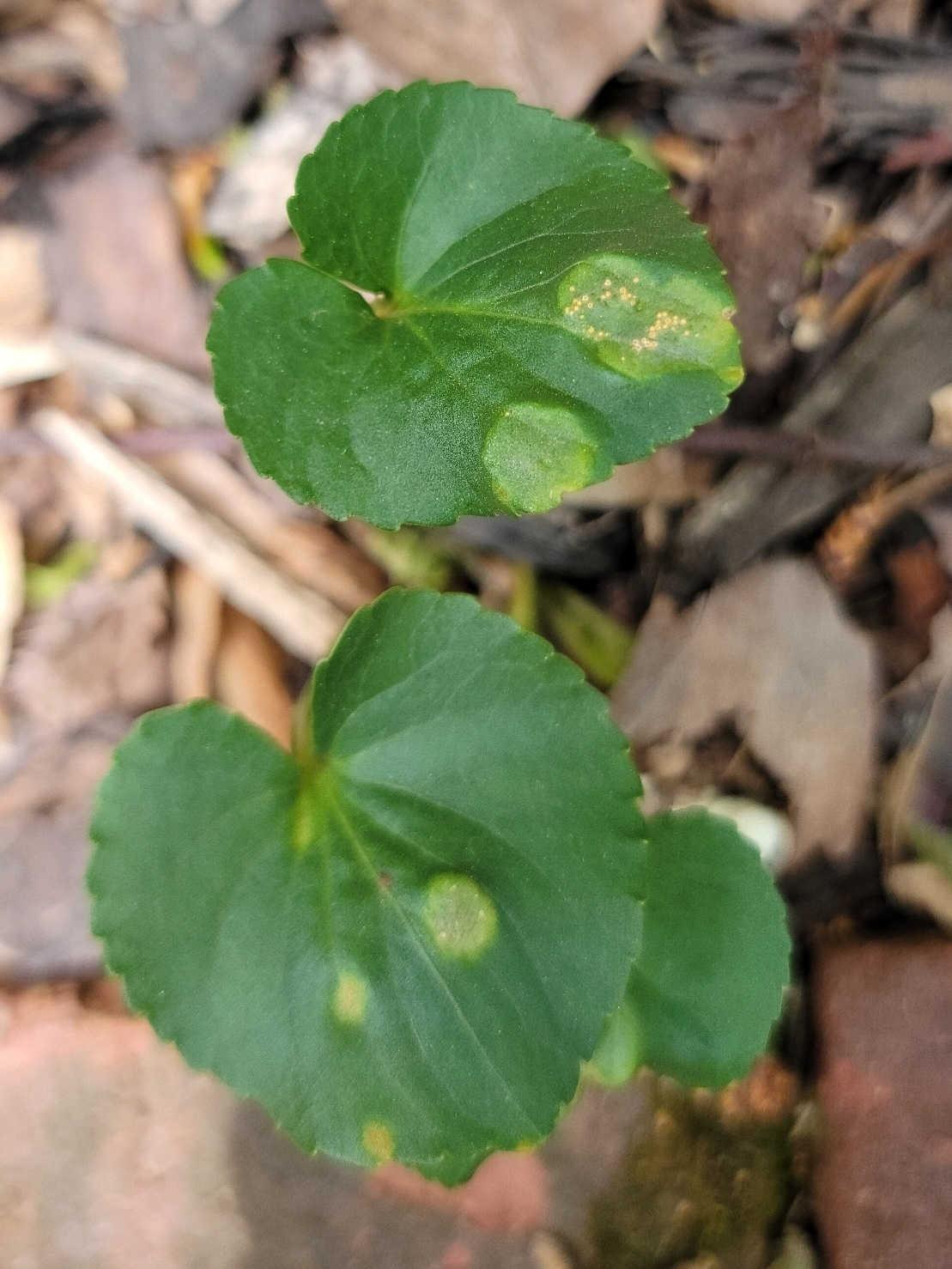
Spermogonia
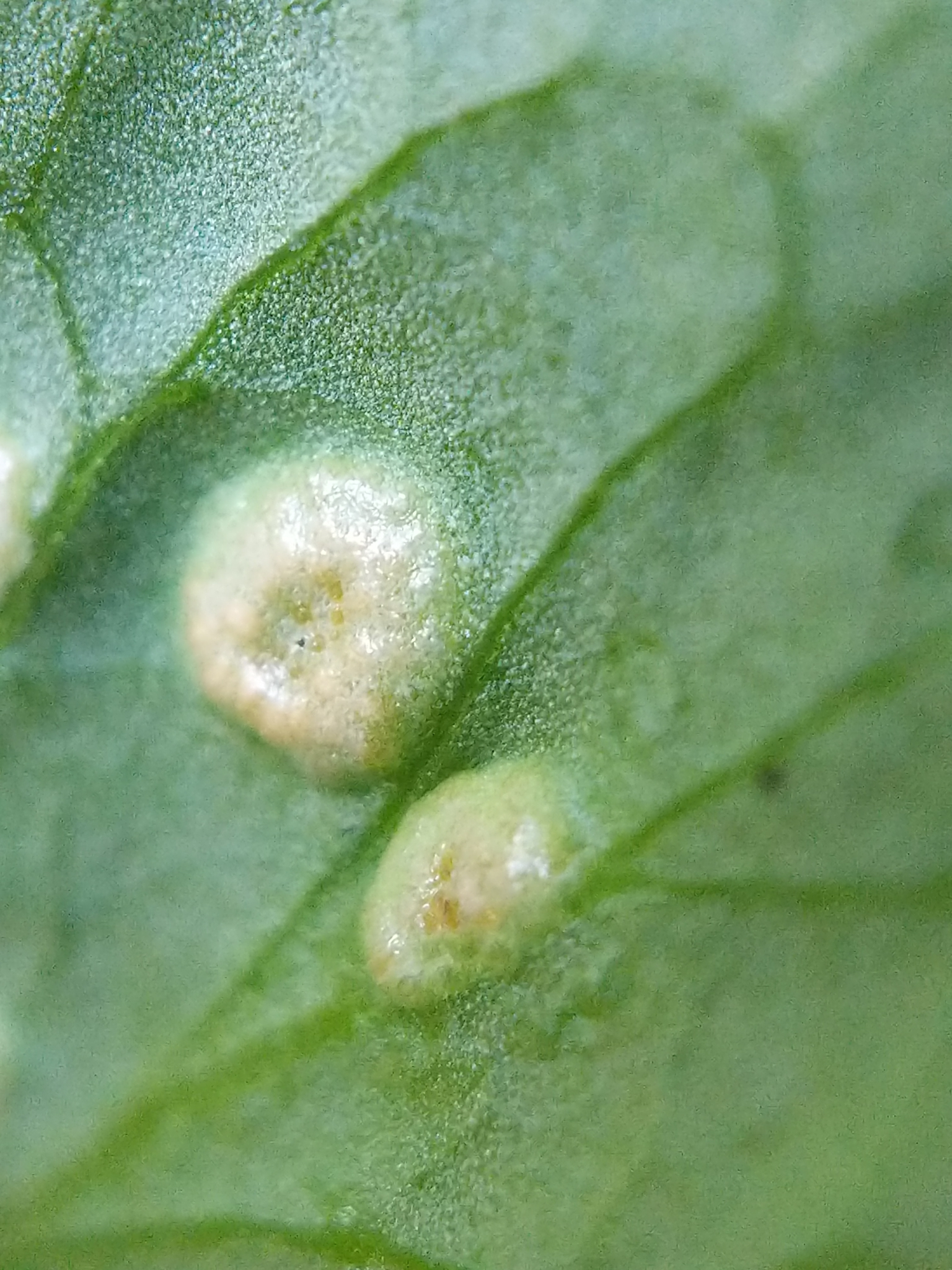
Spermogonia
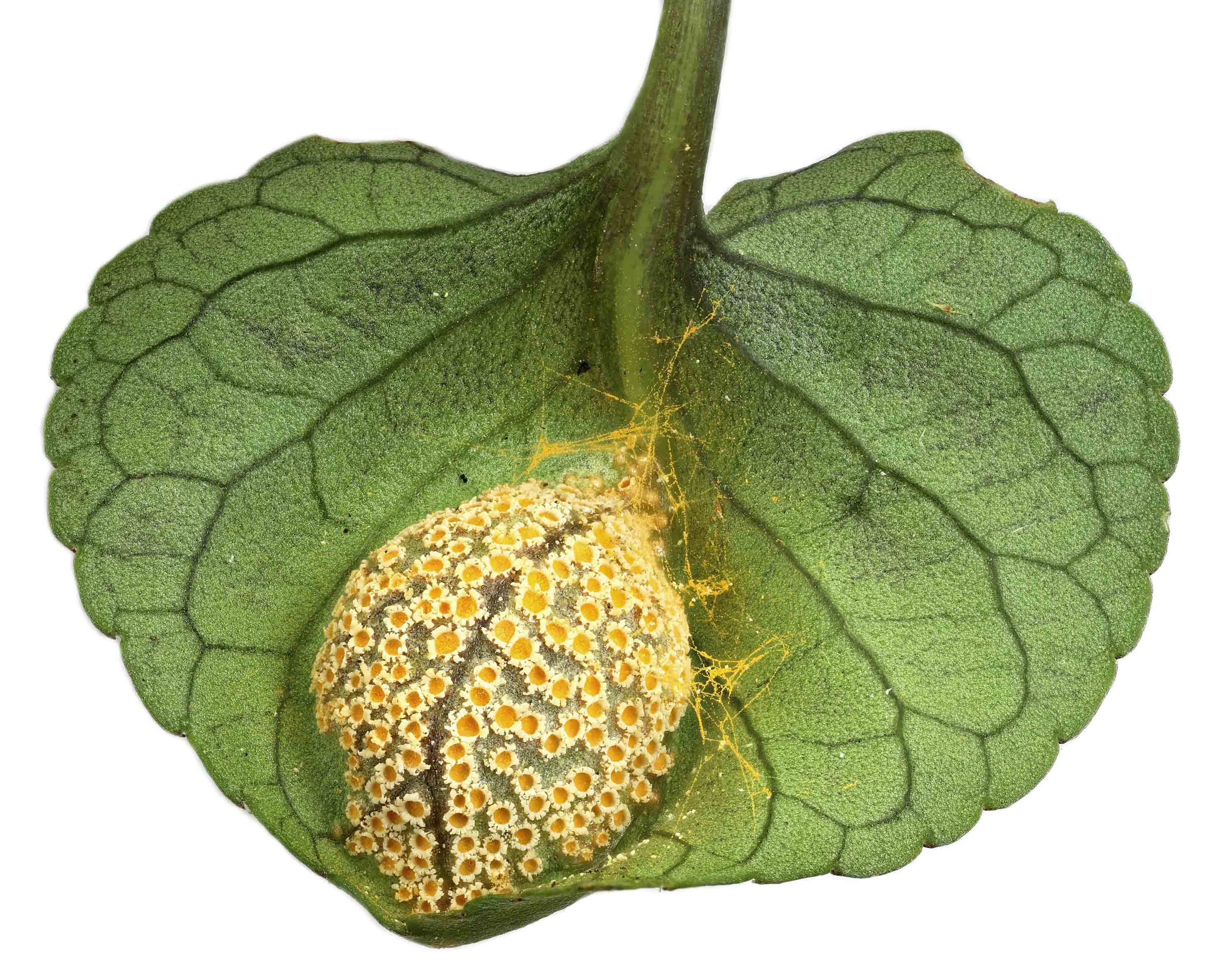
Aecia op bosviooltje
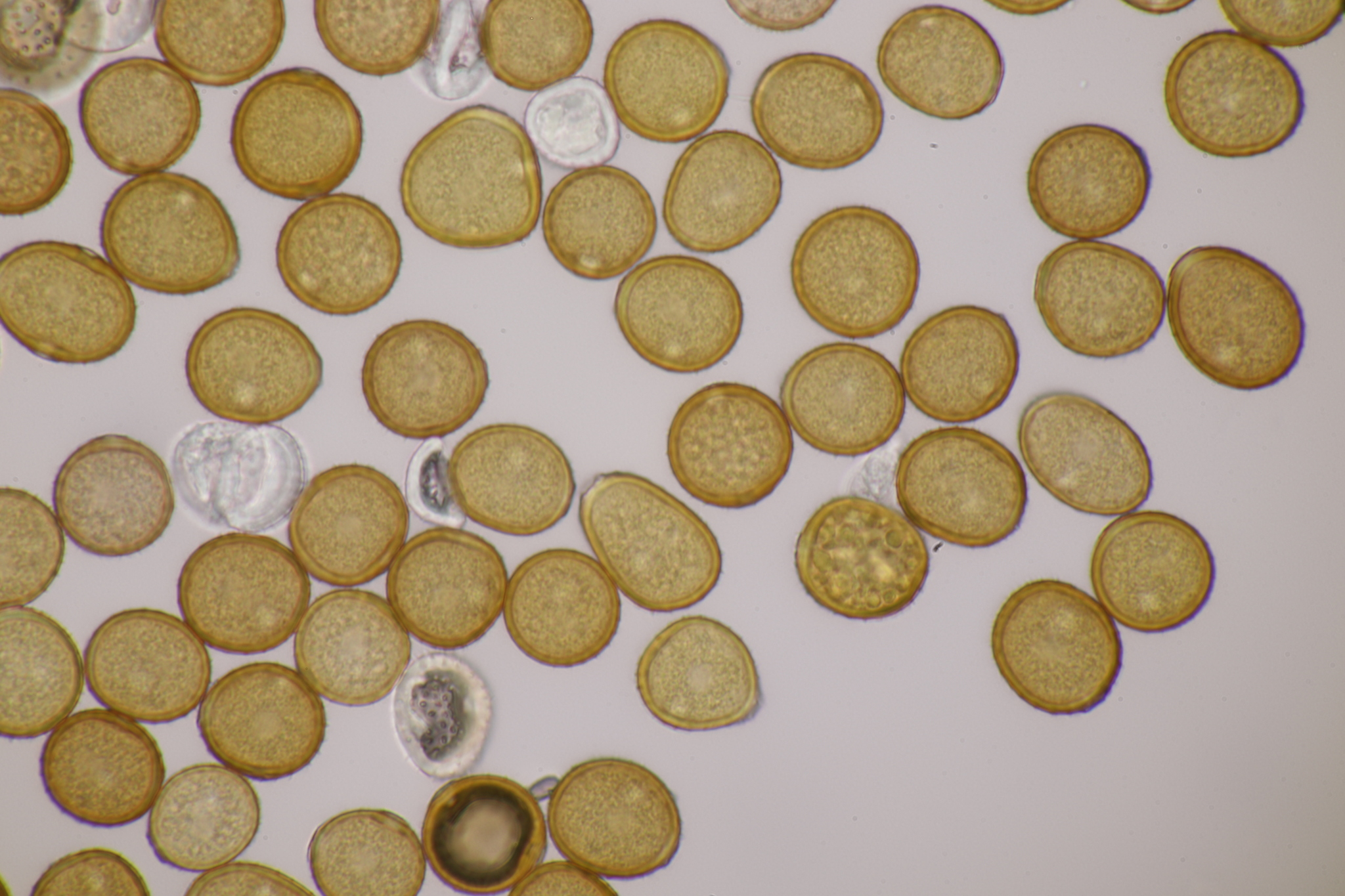
Urediniosporen op ruig viooltje
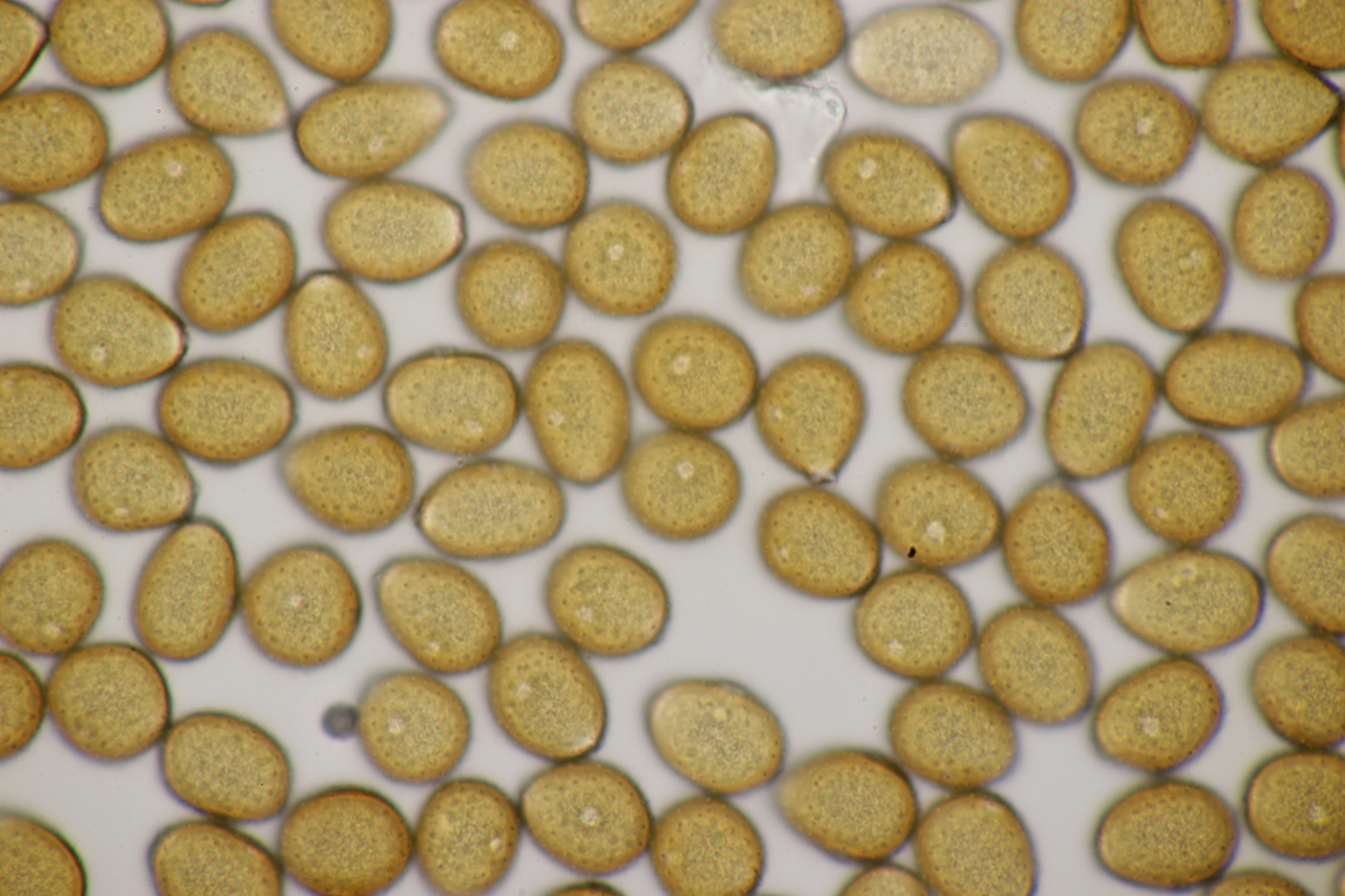
Wand urediniosporen
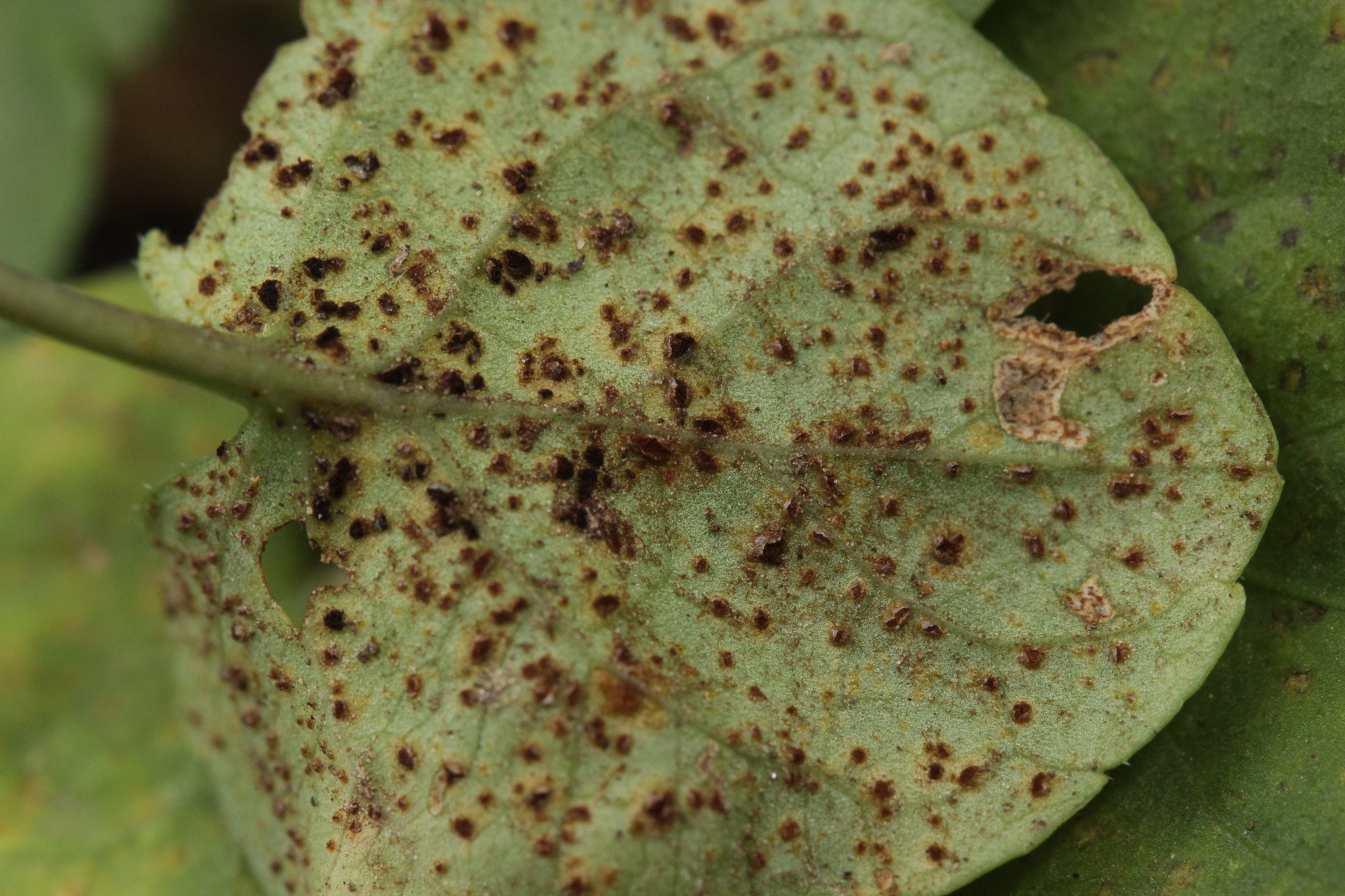
Telia
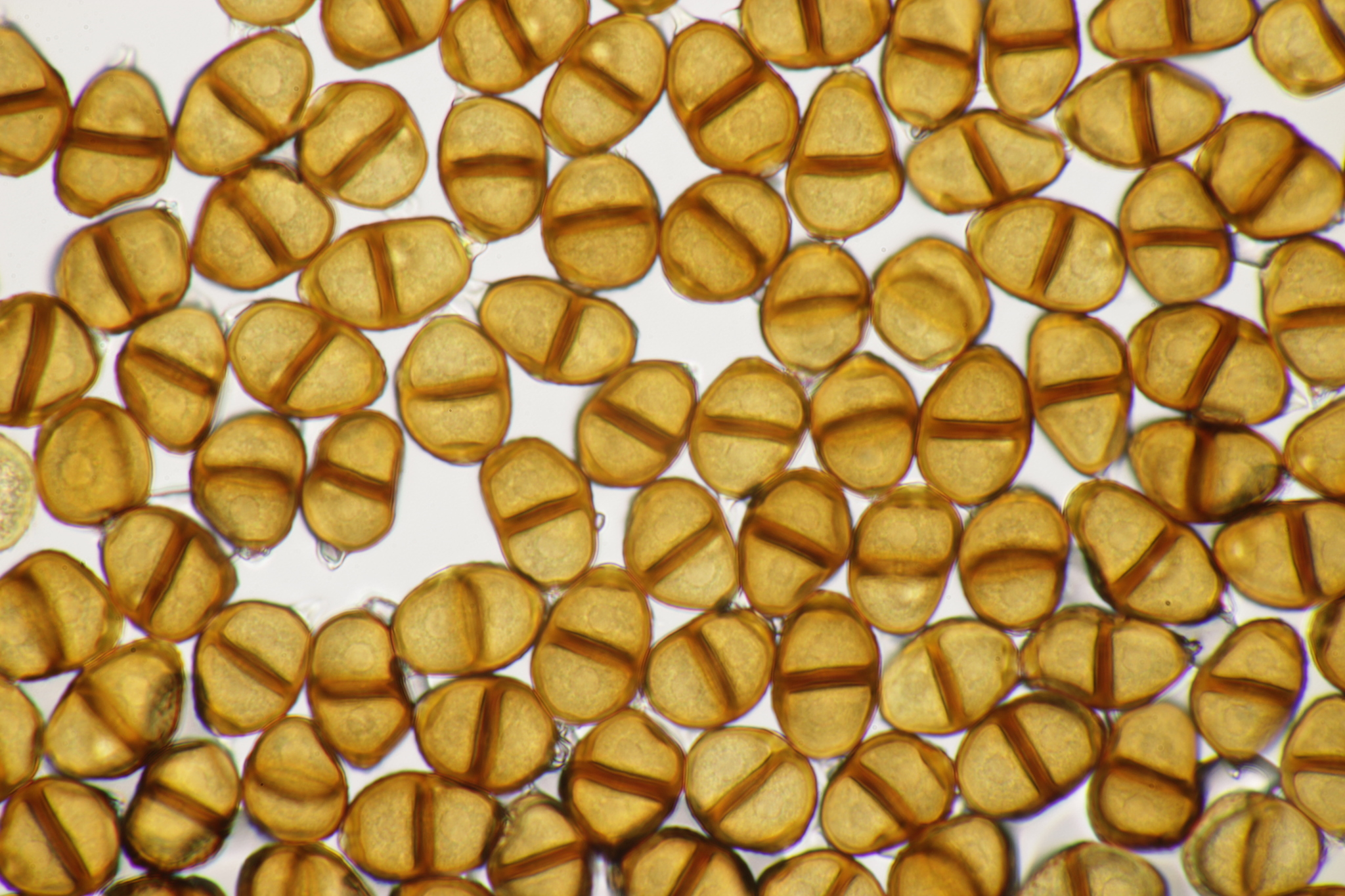
Teliosporen
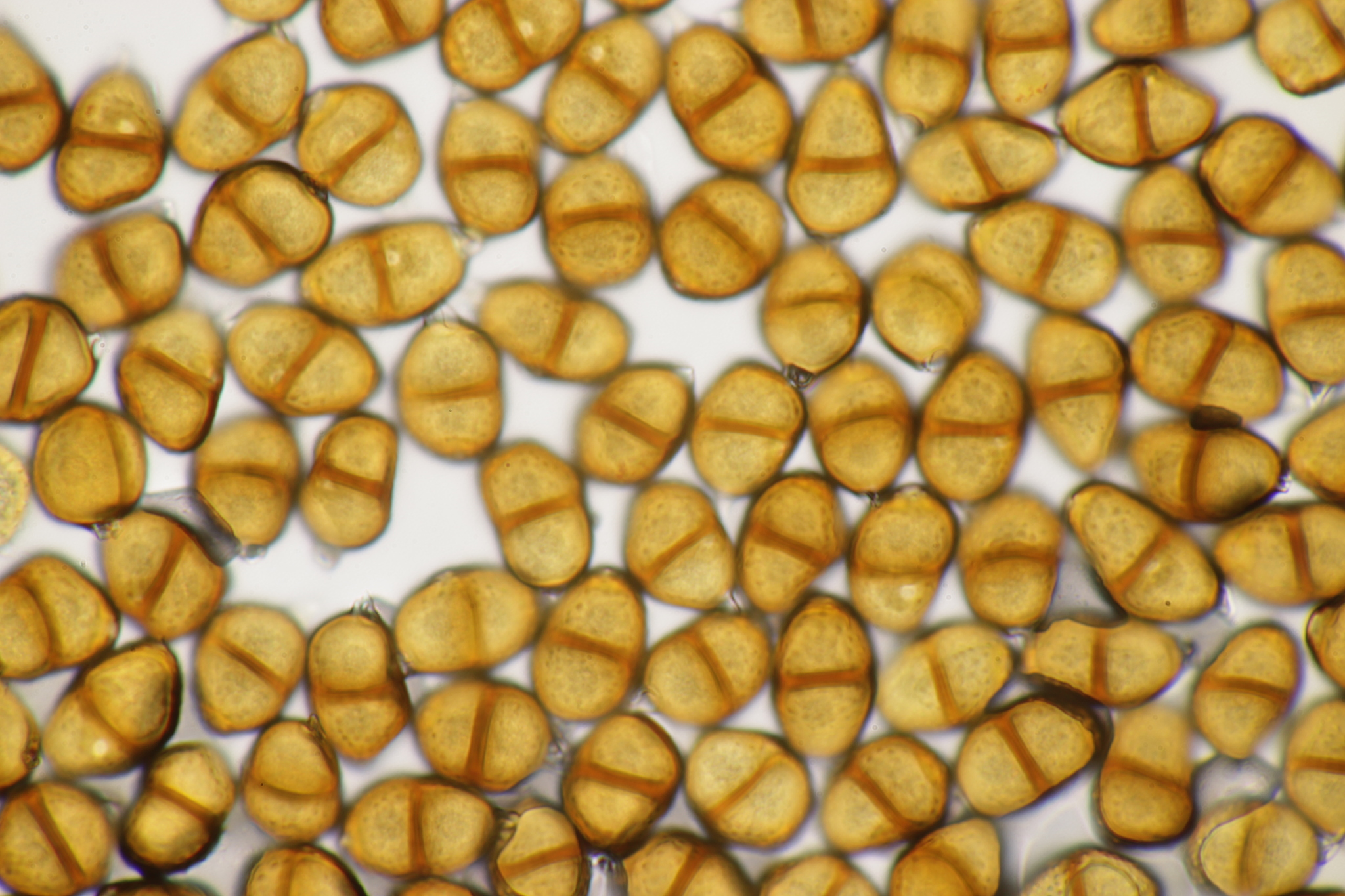
Wand teliosporen

Viooltjesroest wordt gehyperparasiteerd door Cladosporium uredinicola.